# 애컬레이드 (기업)
애컬레이드(Accolade)는 캘리포니아주 산호세에 위치한 미국의 비디오 게임 개발사이자 배급사이다. 1984년 앨런 밀러와 밥 화이트헤드에 의해 "애컬레이드"라는 사명으로 설립되었으며 이 둘은 한때 1979년 액티비전을 공동으로 설립한 적이 있다. 이 기업은 하드볼!, 잭 니클라우스, 테스트 드라이브 등 수많은 스포츠 게임 시리즈로 유명해졌다.
프랑스 기업 인포그램스(Infogrames)가 1999년 애컬레이드를 인수했다. 이 기업을 "인포그램스 노스아메리카"라는 자회사로 변모시켜 더 글로벌하게 만들려는 전략의 일환이었다. 2000년, 이 자회사는 인포그램즈 브랜드로 통합되었다.